# Direitos LGBT na Síria
| Homossexualidade legal                           | Ilegal nas áreas controladas pela República Árabe da Síria, a Oposição Síria, o Estado Islâmico eo grupo terrorista Jabhat Fateh al-Sham. Status incerto na Rojava. |
| Condenação                                       | Até 3 anos de prisão na Síria. Pena de morte no Estado Islâmico e nas áreas controladas por Jabhat Fateh al-Sham.                                                   |
| Leis antidiscriminatórias                        | Não |
| Aprovação formal para reatribuição de sexo       | Sim |
| Direito a modificar documentação legal de género | Sim |

Situação atual da Síria
República Árabe da Síria
Oposição Síria
Rojava, FDS
Estado Islâmico do Iraque e do Levante
Jabhat Fateh al-Sham

As pessoas LGBTI na Síria enfrentam-se a certos desafios legais e sociais não experimentados por outros residentes. O atual contexto de guerra civil dificulta ainda mais a vida das pessoas não-heterossexuais.

## Aspectos legais
Síria fez parte do Império Otomano até sua partição depois da I Guerra Mundial. Existem numerosos testemunhos homoeróticos de todo este período que indicam que, ainda que reprovada pelas autoridades religiosas, a homossexualidade era uma prática comum entre as elites políticas no âmbito privado. Em 1858, durante as reformas do Tanzimat, aprovou-se o primeiro Código Penal, descriminalizando a homossexualidade em todo o território otomano.
Depois da dissolução do Império otomano e o Mandato Francês da Síria e Líbano, Síria conseguiu sua independência em 1946. Em 1949 elaborou-se seu Código Penal atual, cujo artigo 520 penaliza qualquer ato sexual contra natura com até 3 anos de prisão.
Em 2004 um clérigo permitiu pela primeira vez a mudança de sexo de uma mulher transexual.

## Condições sociais
As pessoas LGBT em Síria costumam manter sua condição oculta por medo à rejeição social e a possíveis represálias, pelo que os casos de punição penal eram aplicados raramente. No entanto, desde o início da guerra a situação agravou-se seriamente para as pessoas homossexuais, especialmente para aquelas que vivem nas zonas controladas pelo Estado Islâmico, onde executam àquelas pessoas acusadas de sodomia ou desvio sexual. Por isso, muitas pessoas LGBTI deixaram Síria para estabelecer-se nas relativamente mais tolerantes Turquia ou Líbano, com o fim último de chegar a Europa.
Em 2013 fundou-se Mawaleh (موالح em árabe), a primeira revista LGBTI síria, ainda que agora fica gerida desde Berlim.
Em julho de 2017, no contexto da Guerra Civil, as Forças Guerrilheiras Internacionais e Revolucionárias do Povo, uma guerrilha anarquista autogestionária e horizontal lutadora em Rojava, anunciou na cidade de Raqqa a formação do Exército de Insurreição e Libertação Queer (TQILA) com uma declaração dos seus propósitos, destacando a resposta à perseguição sistemática dos homossexuais pelo Daesh como uma das principais motivações do grupo.

## No cinema
- Mr. Gay Syria (2017), documentário da directora turca Aişe Toprak sobre refugiados gais sírios em Istambul.[18]